# Gaston Ducatel
Gaston Ducatel fue un deportista francés que compitió en tiro con arco, en la modalidad de arco recurvo. Ganó dos medallas en el Campeonato Mundial de Tiro con Arco al Aire Libre, oro en 1931 y bronce en 1933.

## Palmarés internacional
| Campeonato Mundial al Aire Libre | Campeonato Mundial al Aire Libre | Campeonato Mundial al Aire Libre | Campeonato Mundial al Aire Libre |
| Año                              | Lugar                            | Medalla                          | Prueba                           |
| -------------------------------- | -------------------------------- | -------------------------------- | -------------------------------- |
| 1931                             | Lwów (Polonia)                   | Medalla de oro                   | Equipo mixto                     |
| 1933                             | Londres (Reino Unido)            | Medalla de bronce                | Equipo                           |